# David Byrne (muzikant)
David Byrne (Dumbarton (Schotland), 14 mei 1952) is een Amerikaans-Schotse muzikant, componist en beeldend kunstenaar. Hij is vooral bekend geworden als voorman van de newwavepopgroep Talking Heads.

## Levensloop
Byrne werd geboren in Schotland. Toen hij twee jaar was emigreerde het gezin naar Hamilton in Canada, om zeven jaar later naar Baltimore in de Verenigde Staten te verhuizen. David Byrne studeerde aan de Rhode Island School of Design, waar hij in contact kwam met Chris Frantz en Tina Weymouth, met wie hij Talking Heads oprichtte.
Byrne heeft het platenlabel Luaka Bop opgericht, waarin artiesten als Cornershop, Os Mutantes, Los De Abajo hun platen uitbrengen.
Byrne woont en werkt in New York. Hij heeft een dochter, Malu Abeni Valentine, uit zijn huwelijk met modeontwerpster Adelle Lutz. Sinds 2004 zijn zij gescheiden.

## Werk
Byrne is een veelzijdig artiest. Naast zijn eigen muziek houdt hij zich bezig met het produceren van muziek van anderen, met films, ballet, opera, choreografie en het maken van beeldende kunst.
Terwijl hij frontman van Talking Heads was, veroorloofde Byrne zich diverse kunstzinnige uitstapjes. Een van zijn eerste muzikale projecten buiten Talking Heads was het album My life in the bush of ghosts dat hij samen met Brian Eno opnam. Het album is een vroeg voorbeeld waarin sampling wordt toegepast. Muziek uit allerlei windstreken en diverse bronnen (een tekst uit de Koran, een Amerikaanse dominee die aan exorcisme doet) werden gecombineerd tot een vibrerende dansplaat.
Byrne trad daarnaast een enkele keer op met andere bands, zoals met Arcade Fire, 10,000 Maniacs, Thievery Corporation en X-Press 2. In het verleden heeft Byrne albums geproduceerd van The B-52's, Fun Boy Three en Margarath Menezes. Op het album In between van Paul van Dyk uit 2007 zingt David Byrne 'Fall with me'.
Zijn voorliefde voor niet-westerse muziek komt sterk naar voren in het eerder genoemde My life in the bush of ghosts, maar ook op zijn eerste Latijns-Amerikaanse solo-album na het opbreken van Talking Heads, getiteld Rei Momo (1989). Aan dit album werkten vele Braziliaanse muzikanten mee, die hem ook vergezelden op een wereldtournee.
In 1981 werkte hij samen met choreografe Twyla Tharp (later bekend van de film Amadeus). Het resultaat, The Catherine Wheel was experimenteel ballet met niet-westerse ritmes. Voor Robert Wilson maakte hij de muziek bij de opera The Civil WARs, getiteld The Knee Plays. Pas in 2007 werd The Knee Plays volledig ten tonele gebracht in de Carnegie Hall in New York. Van het zwaar orkestrale album The Forest werden delen ook in de opera gebruikt. Een disco-opera stond op zijn eigen naam, uitgebracht in 2005 met Fatboy Slim over het leven van Imelda Marcos onder de titel Here lies love - A song cycle.
Byrne voelt zich aangetrokken tot film, wat heeft geleid tot eigen producties. Voorbeelden zijn de documentaire Ile Ayé uit 1981, over inheemse religies in Brazilië en Afrika, True stories uit 1986, muziekclips (van de band Talking Heads en registraties van concerttournees (zoals Between the teeth uit 1992). Voor de concertfilm Stop making sense van Jonathan Demme verzorgde Byrne de choreografie en het decor.
Zijn liefde voor films leidde ook tot soundtracks. Voor de film The Last Emperor ontving hij samen met Ryuichi Sakamoto en Cong Su een Oscar voor beste muziek. In 2004 nam hij de soundtrack voor de film Young Adam voor zijn rekening.
In 1999 maakt Byrne de soundtrack voor de dansvoorstelling In Spite of Wishing And Wanting van de Belgische choreograaf Wim Vandekeybus.
In 2008 verscheen een tweede album met Brian Eno, Everything That Happens Will Happen Today. Naar aanleiding van dit album ging Byrne op tournee, waarbij werk van zowel de twee albums die hij met Eno opnam alsook nummers van de drie Talking Heads-albums die Eno produceerde, worden gespeeld.
Byrne is warm pleitbezorger van fietsen in de stad. Hij ontwierp fietsenrekken voor de stad New York om mensen aan het fietsen te krijgen en hij schreef in 2009 een boek over zijn voorliefde voor de fiets, The Bicycle Diaries.
In 2012 bracht Byrne het boek How Music Works uit, een non-fictie boek over muziek in de breedste zin van het woord, van klassieke muziektheorie tot de moderne muziekindustrie. Het boek werd positief ontvangen. In 2017 verscheen een nieuwe versie van het boek.
Verder is Byrne fotograaf en beeldend kunstenaar. Hij heeft solo-exposities in musea overal ter wereld (zoals in New York, Tokio, München en, zij het bescheiden, in Leiden in 1994). In 2003 kwam een hedendaags visueel project van Byrne tot uiting. Hij gebruikte Powerpoint als kunstzinnige methode en maakte daarmee een werk getiteld Envisioning Emotional Epistemological Information.

### Discografie

#### Albums
| Album met eventuele hitnotering(en) in de Nederlandse Album Top 100 | Datum van verschijnen | Datum van binnenkomst | Hoogste positie | Aantal weken | Opmerkingen     |
| ------------------------------------------------------------------- | --------------------- | --------------------- | --------------- | ------------ | --------------- |
| Rei momo                                                            | 1989                  | 21-10-1989            | 49              | 8            |                 |
| The forest                                                          | 1991                  | -                     |                 |              |                 |
| Uh-oh                                                               | 1992                  | 14-03-1992            | 54              | 7            |                 |
| David Byrne                                                         | 1994                  | -                     |                 |              |                 |
| Feelings                                                            | 1997                  | -                     |                 |              |                 |
| Look into the eyeball                                               | 2001                  | -                     |                 |              |                 |
| Grown backwards                                                     | 2004                  | -                     |                 |              |                 |
| Here lies love                                                      | 19-03-2010            | 17-04-2010            | 83              | 2            | met Fatboy Slim |
| Love this giant                                                     | 2012                  | 15-09-2012            | 83              | 1*           | met St. Vincent |
| American Utopia                                                     | 09-03-2018            | -                     | -               | -            |                 |

| Album met hitnotering(en) in de Vlaamse Ultratop 200 albums | Datum van verschijnen | Datum van binnenkomst | Hoogste positie | Aantal weken | Opmerkingen     |
| ----------------------------------------------------------- | --------------------- | --------------------- | --------------- | ------------ | --------------- |
| Grown backwards                                             | 2004                  | 03-04-2004            | 55              | 3            |                 |
| My life in the bush of ghosts                               | 24-03-2006            | 13-05-2006            | 62              | 5            | met Brian Eno   |
| Everything that happens will happen today                   | 17-11-2008            | 29-11-2008            | 58              | 3            | met Brian Eno   |
| Here lies love                                              | 2010                  | 17-04-2010            | 96              | 1            | met Fatboy Slim |
| Love this giant                                             | 2012                  | 15-09-2012            | 107             | 1*           | met St. Vincent |

#### Singles
| Single met eventuele hitnotering(en) in de Nederlandse Top 40 | Datum van verschijnen | Datum van binnenkomst | Hoogste positie | Aantal weken | Opmerkingen                              |
| ------------------------------------------------------------- | --------------------- | --------------------- | --------------- | ------------ | ---------------------------------------- |
| Lazy                                                          | 2002                  | 27-04-2002            | tip7            | -            | met X-Press 2 / #78 in de Single Top 100 |

| Single met hitnotering(en) in de Vlaamse Ultratop 50 | Datum van verschijnen | Datum van binnenkomst | Hoogste positie | Aantal weken | Opmerkingen                 |
| ---------------------------------------------------- | --------------------- | --------------------- | --------------- | ------------ | --------------------------- |
| Lazy                                                 | 2002                  | 13-04-2002            | tip2            | -            | met X-Press 2               |
| Toe jam                                              | 2008                  | 13-09-2008            | tip8            | -            | met The BPA & Dizzee Rascal |

##### Overige singles
- 1981 Three Big Songs (Big Blue Plymouth; Big Business; My Big Hands)
- 1989 Make Believe Mambo
- 1989 Dirty Old Town
- 1990 Don't Fence Me In
- 1992 She's Mad
- 1992 Girls On My Mind
- 1992 Hanging Upside Down
- 1994 Angels
- 1994 Back in the Box
- 1996 Waters of March (With Marisa Monte)
- 1997 Miss America
- 1998 Fuzzy Freaky (Mark Walk & Ruby Mix)
- 1999 Dreamworld (With Caetano Veloso)
- 2001 Like Humans Do
- 2001 U.B. Jesus
- 2001 Desconocido Soy (With NRU from Café Tacuba)
- 2002 Lazy (With X-Press 2)
- 2002 Glass, Concrete & Stone
- 2004 The Other Side of This Life

#### Samenwerkingen ensoundtracks
- 1981 My Life in the Bush of Ghosts met Brian Eno
- 1981 The Catherine Wheel
- 1983 Innostress (balletmuziek voor Ohad Naharin, in samenwerking met Brian Eno)[3]
- 1985 A Tree Is Best Measured When It's Down (Music for the Knee Plays)
- 1986 Sounds from True Stories
- 1987 The Last Emperor
- 1996 Avalancha de Éxitos
- 1997 The Visible Man
- 1999 In Spite of Wishing and Wanting
- 2003 Lead Us Not Into Temptation: Music from the film Young Adam
- 2006 Forro In the Dark - "Bonfires Of Sao Jao"
- 2008 Toe Jam met Dizzee Rascal en BPA, een samenwerkingsverband van Fatboy Slim
- 2008 Everything That Happens Will Happen Today met Brian Eno
- 2008 Big Love: Hymnal (soundtrackalbum voor de serie Big Love)
- 2008 Money met N.A.S.A. en Chuck D, Ras Congo, Seu Jorge, & Z-Trip
- 2010 Here Lies Love met Fatboy Slim
- 2012 Love this Giant met St. Vincent

### Bijdragen aan films
- 1984 Stop Making Sense van Jonathan Demme
- 1986 True stories
- 1986 Something wild van Jonathan Demme (titelsong)
- 1987 The Last Emperor
- 1988 Married to the Mob van Jonathan Demme
- 1990 A Young Man's Dream and a Woman's Secret van Philip Haas
- 1990 The Giant Woman and The Lightening Man van Philip Haas
- ? Dead End Kids: A Story of Nuclear Power van Joanne Akalaitis
- 2002 Dirty Pretty Things van Stephen Frears
- 2005 The God Who Wasn't There
- 2011 This Must Be The Place

### Bijdragen aan compilaties
- 1986 Liquid days en Open the kingdom van het gelijknamige album van Philip Glass
- 2004 "My Fair Lady" onder een Creative Commons-licentie aan The Wired CD

## Trivia
- In september 2001 werd de single Like Humans Do door Microsoft gebruikt als voorbeeldmelodie (sample) om het destijds nieuwe pc-besturingssysteem Windows XP te demonstreren.
- In aflevering 309 van de Simpsons uit 2003, trad Byrne op als onderzoeker van folkmuziek en zong hij samen met Homer Simpson een liedje, Ned Flanders.